# Azúrhasú tangara
Az azúrhasú tangara (Tangara cabanisi)  a madarak osztályának verébalakúak (Passeriformes) rendjébe és a tangarafélék (Thraupidae) családjába tartozó  faj.
Magyar neve forrással nincs megerősítve.

## Rendszerezése
A fajt Philip Lutley Sclater angol ornitológus írta le 1866-ban, a Calliste nembe Calliste cabanisi néven. Tudományos faji nevét Jean Cabanis német ornitológus tiszteletére kapta.

## Előfordulása
Mexikó déli részén és Guatemala területén honos. Természetes élőhelyei a szubtrópusi és trópusi hegyi erdők, valamint ültetvények és másodlagos erdők. Állandó, nem vonuló faj.

## Megjelenése
Testhossza 14 centiméter.

## Életmódja
Főleg gyümölcsökkel és gerinctelenekkel táplálkozik.

## Természetvédelmi helyzete
Az elterjedési területe kicsi, egyedszáma 7000 példány alatti és csökken. A Természetvédelmi Világszövetség Vörös listáján veszélyeztetett fajként szerepel. Élőhelyének széttöredezése, a mezőgazdaság, a bányászat, a viharok és a tüzek veszélyezteti.